# Ernst Oberfohren

Ernst Oberfohren

Ernst Oberfohren (* 15. März 1881 in Dümpten; † 7. Mai 1933 in Kiel) war ein deutscher Politiker (DNVP).

## Leben und Wirken

### Früher Werdegang
Ernst Oberfohren wurde als Sohn des Landwirts Johann Oberfohren und seiner Ehefrau Anna Krüger geboren. Von 1892 bis 1900 besuchte er das Gymnasium in Mülheim an der Ruhr, das er mit dem Abitur verließ. Danach wurde er bis 1903 am Lehrerseminar (zugleich höhere Knabenschule) in Mettmann ausgebildet. Anschließend studierte Oberfohren Evangelische Theologie, Philosophie, Germanistik und Französisch an den Universitäten von Berlin und Bonn. Dort legte er 1907 das Staatsexamen für das höhere Lehramt ab. Bis 1909 unterrichtete er als Oberlehrer (Studienrat) an Schulen in Godesberg, Bonn und Kattowitz (1908), dann von 1909 bis 1924 an der Städtischen Höheren Mädchenschule und am Lehrerinnenseminar in Kiel. Neben seiner Schularbeit war er weiter wissenschaftlich tätig und wurde 1914 an der Universität Kiel mit einer Arbeit über Jean Bodin zum Doktor der Politischen Wissenschaften promoviert. Während des Ersten Weltkrieges fing Oberfohren auch an, Aufsätze zu politischen Themen zu schreiben. Konservativ gesinnt, schloss er sich in der Weimarer Republik der Deutschnationalen Volkspartei (DNVP) an. Zunehmend wurde Politik sein Lebensinhalt. Sein durch seinen Wohnort Kiel bedingtes Interesse für Welthandel und Seeverkehr führte zu einer ehrenamtlichen Mitgliedschaft am Institut für Weltwirtschaft in Kiel. Zeit seines Lebens setzte er sich aber auch, herkunftbedingt, für die Belange der Landwirtschaft ein. Oberfohren war in politischen Dingen initiativ, strebte nach Einfluss und Anerkennung. Der Schuldienst wurde da mehr und mehr zur Beschränkung.

### Politik in der Weimarer Republik

#### Reichspolitik
1919/1920 gehörte Oberfohren der Weimarer Nationalversammlung an. Von 1920 bis 1933 saß er als Abgeordneter der DNVP für den Wahlkreis Schleswig-Holstein im Reichstag. Im Rahmen seiner parlamentarischen Arbeit beschäftigte er sich mit Steuer-, Finanz- und Haushaltsfragen. Wahlkreisbedingt kamen noch Marine- und Landwirtschaftsfragen dazu. Seinen Beruf als Lehrer gab er 1924 auf, nachdem sich seine Interessen eindeutig der Politik zugewandt hatten und er seinen Stand in der Partei so sehr gefestigt hatte, dass er hauptamtlich von der Politik leben konnte. Als sich die DNVP nach der günstig verlaufenen Reichstagswahl Dezember 1924 Anfang 1925 im Kabinett Luther erstmals an einer Regierung beteiligte, gehörte Oberfohren schon zu den Abgeordneten, die für ihre Partei verantwortlich sprechen und handeln konnten.
Bei der Reichstagswahl 1928 musste die DNVP – wie andere Parteien des bürgerlichen Spektrums auch – erhebliche Stimmenverluste hinnehmen. Eine große Gruppe innerhalb der Partei machte dafür den Eintritt in die Reichsregierung verantwortlich, der von der Führung unter Kuno von Westarp und Gottfried Treviranus durchgesetzt worden war: Man könne doch nicht in die Regierung des Staates eintreten, den man bekämpfe. Westarp und andere vertraten die Ansicht, dass die Partei auch nach dem Rückschlag weiter am demokratisch-parlamentarischen System mitarbeiten sollte. Die Partei solle sich für neue Wähler öffnen. Der Konfrontationskurs der radikalen Parteikreise habe die Partei unglaubwürdig gemacht. Die erste Gruppierung war der Meinung, man müsse die Opposition zur Republik verstärken und in einen Wettlauf um das Bürgertum mit der erstarkenden NSDAP eintreten. Für diese Position stand Alfred Hugenberg, der Sieger im Streit blieb und Parteichef wurde. Er begann, „die Partei zu einem Instrument seines Willens umzuformen“, und führte sie sehr autoritär. Oberfohren hatte Hugenberg in den parteiinternen Kämpfen eindeutig unterstützt. So konnte er am 4. Dezember 1929 mit Hugenbergs Hilfe die Nachfolge des scheidenden Fraktionsvorsitzenden Westarp übernehmen und behielt dieses Amt bis Anfang April 1933. Oberfohren galt als Mann Hugenbergs. Seine Aufgabe war es, den Wandel der DNVP von einer relativ pluralistischen Partei innerhalb des politischen Spektrums der Konservativen zu einer „autokratischen Führerpartei“ durchzusetzen. Nach der Reichstagswahl 1930, als die Partei nochmals Stimmen verlor, spaltete sie sich mit dem Austritt von Westarp u. a., die die Volkskonservative Vereinigung gründeten, die das Kabinett Brüning I unterstützten. Im März 1930, noch vor seiner Ernennung zum Reichskanzler, hatte Heinrich Brüning vergeblich versucht, auch Oberfohren auf seine Seite zu ziehen.
Hugenberg und Oberfohren schworen die die Partei auf einen strikten Oppositionskurs gegen die Regierung ein, die von den demokratischen Parteien gebildet wurde. Dessen Stellung in der Partei beruhte mehr auf dem Wohlwollen Hugenbergs als auf Unterstützung in der Fraktion. In der Folgezeit radikalisierten sich die Positionen Hugenbergs, die Oberfohren bis Ende 1932 ohne Widerspruch mittrug. Im Oktober 1931 formulierte Oberfohren im Reichstag eine regelrechte Kriegserklärung gegen die Weimarer Republik und die sie tragenden bürgerlichen Parteien:

„Wir kommen in diesen Reichstag, um eine Kriegsansage auf den Tisch zu legen, (Bravo! bei den Deutschnationalen) eine Kriegsansage dem System, unter dem wir regiert werden, und den Trägern dieses Systems […] Das deutsche Volk will heute große Entscheidungen sehen. Entweder finden diese kleinen Parteien […] den Weg, der nach Ursprung und Zielsetzung ihrer Politik gegeben ist, oder sie werden vernichtet. Sie werden in freier Luft zerrissen, auf freiem Felde erschossen!“

Bei der Frage der Zusammenarbeit mit der NSDAP, für die sich Hugenberg im Vorfeld der Tagung der Harzburger Front im Herbst 1931 vehement einsetzte, widersprach Oberfohren seinem Parteivorsitzenden aber. Einen Monat später beklagte er sich gegenüber einem Fraktionskollegen über Hugenbergs „utopische“ Ambitionen auf ein Amt als Reichskanzler oder Reichspräsident, schwenkte dann aber um und „lobte Hugenberg über die Maßen“.

#### Politik in Schleswig-Holstein
Obwohl selbst ohne besondere Funktionen in Schleswig-Holstein, beherrschte Oberfohren den Landesverband der DNVP fast vollständig. Dabei kamen ihm seine Verbindung zur Zentrale, aber auch seine „politische Erfahrung“ und seine „intensive Parteiarbeit“ zugute. Ihre stärkste Unterstützung hatte die Partei bis 1928 in den „bäuerlichen und mittelständisch-gewerblichen Schichten, sowie Verwaltung und Militär“. Demzufolge war die Propaganda der DNVP ausschließlich auf Gegnerschaft zur Sozialdemokratie ausgelegt. Oberstes Ziel im Land und Reich sei der Aufbau einer „antimarxistischen Front.“ Oberfohren unterstrich immer wieder, wie schädlich für die Partei die Zeit in der Regierung gewesen sei. Hugenberg komme das „Verdienst zu, die Partei auf den Weg der nationalen Opposition“ geführt zu haben. Das sei keine „Obstruktionspolitik“, sondern die „Wahrung wichtiger nationaler Interessen“. Ziel dieser Politik war der „Zusammenbruch“ der Weimarer Demokratie. Trotzdem verringerte sich die Anzahl der Wähler der DNVP erheblich. Lag der Stimmenanteil 1924 noch bei 33 % der abgegebenen Stimmen, so waren es 1928 noch 23 %, 1930 hingegen nur noch 6,1 Prozent, somit ein Verlust von rund 80 % der Stimmen. Diese Wählerschichten wanderten zuerst zu berufsständischen Parteien, 1932 waren sie bei der NSDAP angekommen, die im Juli 1932 schon 51 % der Stimmen erhielt. Beiden Parteien war deutlich, dass sie um die „gleichen politisch, ökonomisch und sozial verunsicherten“ Wählerschichten kämpften. Daher kam es in Schleswig-Holstein ab 1928 zu einer zunehmenden Frontstellung zwischen DNVP und NSDAP. Oberfohren versuchte, den Wählern zu verdeutlichen, dass die DNVP die einzige Gruppierung sei, von der sie sich Hilfe im Kampf für ihre Interessen erhoffen konnten, der gegen den Staat gerichtet war. Diese Rolle des Staatsgegners vertrat die NSDAP in den Augen der Wähler aber viel überzeugender als die DNVP, in deren Reihen sich viele höhere Beamte und Funktionsträger des bekämpften Staates befanden.
Die Auseinandersetzung zwischen der NSDAP und DNVP und ihrem Führer Oberfohren wurde ab 1928 hart geführt. Hauptkontrahenten waren Oberfohren und der Gauleiter der NSDAP-Schleswig-Holstein, Hinrich Lohse. Anfangs wurde die Auseinandersetzung in der Presse, auf Versammlungen und auch vor Gericht ausgetragen. Obwohl die DNVP ähnlich wie die NSDAP die Zerstörung der Republik als Zielsetzung verfolgte, kritisierte sie insbesondere deren „demagogischen Stil und die Form der Auseinandersetzung, die als unverantwortlich“ bezeichnet wurde. Die NSDAP sei eine „demagogisch-gewalttätige Partei, ihre Kandidaten seien teils moralisch minderwertig, teils sei ihre Qualifikation für die angestrebten Ämter nicht ausreichend“. Der Gipfel der Auseinandersetzung war eine Klage von Lohse gegen Oberfohren, die dieser teilweise abschmettern konnte. Die Informationen der DNVP erschienen in den, meist konservativ gesinnten, örtlichen Presseorganen, wie dem „Ostholsteiner Tageblatt“, die der NSDAP in der neuen, parteieigenen „Schleswig-Holsteinischen Tageszeitung“ oder auf Flugblättern. Nach Wulf ist es bezeichnend, welche der Programmpunkte der NSDAP nicht kritisiert wurden. So wurden weder die „antiparlamentarische und antidemokratische Haltung der NSDAP“ noch der „Kampf gegen das System“ noch der offene Antisemitismus der NSDAP angegriffen. Diese Haltungen waren auch in der DNVP vertreten und boten im Reich unter dem Dach der „Nationalen Opposition“ eine Basis für eine partielle Zusammenarbeit.
Der mehr programmatische und propagandistische Konflikt erhielt seit Frühjahr 1932 eine „politisch-praktische Dimension“. Am 29. Mai 1932 hatten die Nationalsozialisten im Freistaat Oldenburg die absolute Mehrheit bekommen und dort am 16. Juni 1932 mit dem Kabinett Röver die erste nationalsozialistische Regierung gebildet. Zu dem Freistaat gehörte der Landesteil Lübeck, der in etwa dem bis 1970 existierenden Kreis Eutin entsprach. Regierungspräsident dieses Gebietes wurde der SA-Standartenführer und NSDAP-Funktionär J. H. A. Böhmcker, nach seinem bevorzugten Schlaginstrument bei politischen Auseinandersetzungen auch „Latten-Böhmker“ genannt. Im Rahmen der einsetzenden nationalsozialistischen Gleichschaltung wurden im Landesteil Lübeck 50 teilweise mit Handgranaten ausgerüstete SA-Männer zu Hilfspolizisten ernannt, die nach außen hin die Sicherheitspolizei unterstützen sollten, in Wirklichkeit aber ein „wahres Schreckensregiment errichteten“. Der Regierungspräsident entfaltete ein Unrechtsregime. Unter anderem entließ er am 2. November den korrekt arbeitenden, der DNVP angehörenden Eutiner Bürgermeister Otto Stoffregen und zwei Tage später den korrekt ermittelnden Polizeikommissar der Stadt, Paul Marks. Beide Beamte waren bemüht gewesen, ein am 11. August erfolgtes Handgranatenattentat auf eine Einrichtung der SPD aufzuklären, das offensichtlich aus den Reihen der SA begangen worden war. Damit gab die NSDAP klar zu erkennen, dass sie nach einer erfolgreichen Machtergreifung auch im Deutschen Reich ihre Vorhaben „gegen alles Recht und alle Gesetze“ durchsetzen würde. Im Landesteil Lübeck wurde ein „Willkürregime errichtet. Widerstand war zwecklos, da das Recht nichts mehr galt und nur Gewalt praktiziert“ wurde. In der schleswig-holsteinischen Presse fanden die Vorgänge großen Widerhall. Für die Deutschnationalen in Schleswig-Holstein war damit klar, dass sie von den Nationalsozialisten im Reich keine Bündnistreue, sondern rücksichtslose Gegnerschaft und Unterdrückung zu erwarten hatten.

### Das Kabinett Hitler
Als sich im Januar 1933 eine Koalition der NSDAP mit der DNVP unter einem Kanzler Adolf Hitler abzeichnete, war Oberfohren nicht grundsätzlich dagegen, aber er war der Meinung, dass seine Partei bestimmte Positionen bei Verhandlungen nicht aufgeben sollte. Ab dem 16. Januar 1933 gab es in Berlin andauernd verschiedene Treffen der DNVP-Angehörigen, bei denen über die in Erwägung gezogene Koalition mit den Nationalsozialisten debattiert wurde. Bei all diesen Treffen scheint Oberfohren keinen „Einspruch gegen diese Koalition erhoben zu haben“. Wulf findet das nach den Erfahrungen der DNVP und ihrer Haltung zur NSDAP in Schleswig-Holstein erstaunlich. Andrerseits verweist er auf die aus Sicht der DNVP und auch Oberfohrens einmalige Chance der Partei, an die Macht zu kommen und ihr Programm durchzusetzen. Das „Eintrittsgeld“ dazu war die Koalition mit der NSDAP. Oberfohren war zu diesem Zeitpunkt wie auch andere führende DNVP-Politiker der Ansicht, dass ausreichend Sicherungen gegen eine Vorherrschaft der NSDAP in der Koalition eingebaut waren. Der Außenminister Konstantin von Neurath war ein Protegé von Reichspräsident Hindenburg und hatte schon in den Vorgängerkabinetten amtiert. Der Reichswehrminister Werner von Blomberg wurde durch Hindenburg zum Minister in Hitlers Kabinett ernannt. Hugenberg konnte für vier Ministerien sprechen. Außerdem gibt Wulf zu bedenken, dass Oberfohren schließlich ein Hugenberg-Mann war und sich ihm verpflichtet fühlte. Für Wulf besteht kein Zweifel, dass Oberfohren „den Entschluß zur Regierungskoalition mit den Nationalsozialisten“ in der zweiten Hälfte des Januars 1933 „mitgetragen“ hatte. Nach Ernennung des Kabinetts Hitler-Papen-Hugenberg am 30. Januar 1933 erwiesen sich die vielen Sicherungen als ziemlich brüchig. Der vierfache Minister und Kommissar für die Osthilfe Hugenberg war seinen Ämtern nicht gewachsen. Dazu kam, dass er nicht den Kontakt zur Fraktion hielt. Daher war er auch in seinen Auseinandersetzungen mit den Nationalsozialisten und den anderen Regierungsmitgliedern im Kabinett isoliert. Bald wurde klar, die Nationalsozialisten waren „nicht gebändigt“, sondern waren im Begriff, „an der DNVP vorbeizuziehen“.
Oberfohren sah in den folgenden Tagen ein, dass die Koalition mit der NSDAP ein Fehler gewesen war. Die Nationalsozialisten waren im Begriff, genauso vorzugehen wie im Landesteil Lübeck des Freistaats Oldenburg. Am 10. Februar engagierte er sich in der Fraktionssitzung erstmals offen gegen Hugenberg. „Von Oberfohren aufgeputscht“ wurde Hugenberg nun auch von anderen Fraktionsangehörigen kritisiert. Dieser kündigte als Reaktion auf die Kritik an, er wolle sich nach der Wahl am 5. März von jedem DNVP-Abgeordneten einen Revers unterschreiben lassen, dass dieser im Voraus jede Maßnahme des Kabinetts billigen werde. Oberfohren fühlte sich seit dieser Forderung Hugenbergs, die als Eingriff in die Abgeordnetenautonomie gesehen wurde, „frei von jeder Bindung an Hugenberg“. Inzwischen verstärkte sich der Eindruck von Hugenbergs physischer und politisch-taktischer Unzulänglichkeit. Hugenberg war nur auf die Wahrung seiner Ämter bedacht und erwies sich bei seiner Amtsführung und Auseinandersetzungen mit den Nationalsozialisten im Kabinett nur „zögernd und unschlüssig“. Nach Einschätzung von Fraktionskollegen marschierten die Nationalsozialisten an ihm vorbei. Nach der Wahl vom 5. März verschlechterte sich die Position der DNVP in der Regierung noch. Denn nun hatten die Nationalsozialisten die Mehrheit im Reichstag, da die Stimmen der Kommunisten gemäß der Reichstagsbrandverordnung – sicherlich mit den Stimmen der DNVP – für ungültig erklärt worden waren. Abgesehen von Verfassungsänderungen konnten die Nationalsozialisten jetzt Entscheidungen allein treffen. Bei der Kabinettssitzung vom 11. März überging Hitler daher Hugenberg, als dieser Zeit haben wollte, den überraschend vorgetragenen Vorschlag zur Errichtung eines Reichsministeriums für Volksaufklärung und Propaganda „zu überprüfen“, das Joseph Goebbels übernehmen sollte. Auf das wichtigste Vorhaben der Nationalsozialisten vor der Zusammensetzung des neuen Reichstages, das von Wilhelm Frick vorgeschlagene Ermächtigungsgesetz, nahmen Hugenberg und die nicht-nationalsozialistischen Kabinettsmitglieder kaum Einfluss. Soweit sie sich bei ihren Einwendungen „nicht gegenseitig bekämpften“, ließen sie sich von Hitler, Hermann Göring und Frick überspielen. Bald darauf verabschiedete der Reichstag das Ermächtigungsgesetz vom 24. März 1933.
Bei der ersten Fraktionssitzung nach der Wahl hatte Hugenberg es nicht geschafft, die innerparteiliche Opposition gegen ihn zur Ruhe zu bringen. Die Sitzung verlief „tumultuös“, der Abgeordnete Reinhold Quaatz notierte in sein Tagebuch: „Oberfohren hetzte“. Hugenberg begann nun, Oberfohrens Ablösung als Fraktionsvorsitzenden zu betreiben. Oberfohren seinerseits erhielt in dieser Zeit zahlreiche Briefe von Parteifreunden, die berichteten, dass die Nationalsozialisten überall mit Gewalt die Besetzung von Schlüsselstellungen in Politik und Verwaltung mit den eigenen Anhängern durchführten. Deutschnationale Beamte wurden widerrechtlich aus ihren Posten entlassen. Das traf auch Wahlbeamte im Wahlkreis Oberfohrens, wie am 25. März 1933 zum Beispiel den seit November 1932 amtierenden Oberpräsidenten Heinrich Thon der Provinz Schleswig-Holstein. Er wurde widerrechtlich in den Ruhestand versetzt und gegen den NSDAP-Gauleiter Hinrich Lohse ausgewechselt. Am 22. März 1933 sprach sich die Fraktion in einer Probeabstimmung für die Neuwahl des Fraktionsvorsitzenden für Oberfohren aus. Um seine Position weiter zu stärken und um Hugenberg zu einer Kursänderung zu zwingen, leitete Oberfohren einige von den Briefen, die ihn hilfesuchend aus dem Reich erreicht hatten, an Parteifreunde weiter. Am 24. März 1933 kam es in der Fraktionssitzung zu einer fünfstündigen Auseinandersetzung zwischen ihm und Hugenberg, bei der sich das Blatt Hugenberg zuzuwenden schien.

### Rückzug und Tod
Von den Auseinandersetzungen in der DNVP hatten die Nationalsozialisten Wind bekommen. Göring als Reichskommissar des preußischen Innenministeriums ordnete für den 26. und 27. März Durchsuchungen von Oberfohrens Berliner Büros und seiner Kieler Privatwohnung an. Zitate aus gegen Hugenberg gerichteten Briefen, die dabei gefunden worden waren, ließ Göring an die Presse weitergeben. Diese Aktion stand im Zusammenhang mit nationalsozialistischen Pressionen gegen deutschnationale Politiker wie Günter Gereke und Entlassungen von Beamten, die der Partei nahestanden. Oberfohren erwartete eine Solidaritätsaktion von Partei und Fraktion gegen die Verletzung der Rechte eines Parteikollegen. Als diese nicht eintrat, wurde ihm, wie der Historiker Peter Wulf schreibt, das „Scheitern seines Lebenswerkes bewusst“. Seine Warnungen und politischen Bemühungen waren umsonst. „Die eigene Partei paktierte mit ihrem eigenen Henker“. Ein Nervenzusammenbruch war die Folge. Ende März legte Oberfohren sein Reichstagsmandat nieder, vielleicht auch, um ein deutliches Zeichen gegen die Hausdurchsuchungen zu setzen, die seine politische Immunität als Reichstagsabgeordneter verletzte. Er zog sich verbittert nach Kiel zurück. Am 12. April 1933 erklärte Hugenberg wahrheitswidrig vor der Fraktion, Oberfohren sei von Anfang an gegen die Koalition mit der NSDAP gewesen, sein Rücktritt sei „ein Schuldeingeständnis“.
Mitte April 1933 begab sich Oberfohren in ein Kurheim nach Bad Weißer Hirsch bei Dresden, kehrte aber schon nach wenigen Tagen ruhelos nach Hause zurück. Seine Frau und er wurden durch die nationalsozialistische Presse öffentlich angegriffen und als Feinde der nationalsozialistischen Bewegung an den Pranger gestellt, nun befürchtete das Paar eine körperliche Attacke oder einen Mordanschlag der Nationalsozialisten. Am 7. Mai 1933 wurde Oberfohren in seiner Kieler Wohnung erschossen aufgefunden. Der offizielle Polizeibericht konstatierte einen Suizid. In der allgemein herrschenden Atmosphäre des Terrors der ersten Wochen nach der Machtergreifung wurde dies von manchen bezweifelt.
Ob es wirklich Suizid war oder gar ein Mord, ist bis heute umstritten. Peter Wulf verweist auf das große SA-Treffen vom 6. und 7. Mai in Kiel, das Oberfohren erschütterte. In dieser Situation der absoluten Niederlage und des Scheiterns seines persönlichen und politischen Lebenswerkes sei ihm der Tod als der einzige Ausweg erschienen. Oberfohrens Witwe gab schon 1956 zu Protokoll, ihr Mann habe aus „tiefer Verzweiflung“ den Freitod gewählt. Das in Paris durch Willi Münzenberg im Auftrag der KPD herausgegebene Braunbuch hatte 1933 ohne Quellennennung behauptet, Oberfohren sei als Mitwisser des Reichstagsbrands ermordet worden. Diese Version wurde von den meisten Historikern bis zum Jahr 1962 für glaubhaft gehalten. In diesem Jahr erschien das Buch Der Reichstagsbrand – Legende und Wirklichkeit von Fritz Tobias, der zu einer schon im Jahr 1959/60 in einer Serie des Spiegels vorveröffentlichten Neubewertung der Ursachen den Reichstagsbrandes kam und die Mordthese verwarf. Veröffentlichungen einer Historikergruppe um den Schweizer Historiker Walther Hofer stellten dies in den 1970er Jahren wieder in Frage, was in einer Veröffentlichung um den Politikwissenschaftler Eckhard Jesse 1986 wieder bezweifelt wurde.
Die Historiker Alexander Bahar und Wilfried Kugel vertraten 2001 die Auffassung, dass es sich bei Oberfohrens Tod lediglich um einen als Suizid getarnten Mord gehandelt habe. Dabei stützen sie sich unter anderem auf die Memoiren des Gestapo-Chefs Rudolf Diels, wonach Oberfohrens Tod den Verdacht der Gestapo erweckt habe. Ermittlungen der Kieler Polizei hätten „zur Festnahme eines SA-Rollkommandos“ geführt, „das auf eigne Faust gehandelt“ habe. Seit 1934 ist die Behauptung nachweisbar, dass ein solches Rollkommando unter Führung Paul Röhrbeins Oberfohren entweder erschossen oder zum Suizid gezwungen haben soll. Der amerikanische Historiker Benjamin Carter Hett spricht 2016 trotz des Inhalts der oben angeführten Diels-Memoiren davon, dass Oberfohren in den Selbstmord getrieben worden sei. Der Mord, von dem „das Braunbuch gesprochen habe“, habe nicht stattgefunden. Dagegen hatte Oberfohren gegenüber einem Journalisten des Neuen Vorwärts schon im April 1933 von der Möglichkeit eines Suizids gesprochen.
Von den Historikern, die den Mord für wahrscheinlich halten, wird in diesem Zusammenhang meist angeführt, dass Oberfohren belastendes Material über den Reichstagsbrand gesammelt hätte, das eine nationalsozialistische Verantwortung für den Brand bewiesen oder angedeutet hätte. Als ein Beleg gilt die so genannte Oberfohren-Denkschrift. Eine Vorversion erschien Ende April 1933 anonym im Manchester Guardian, spätere Versionen, die in Willi Münzenbergs Braunbuch erschienen, nannte Oberfohren als Verfasser. Dieser Text gilt heute als Fälschung des kommunistischen Journalisten Albert Norden. Das sieht auch Benjamin Carter Hett so, aber seiner Meinung nach basierte der Inhalt der Veröffentlichung im Manchester Guardian auf Einschätzungen, die Oberfohren teilte. Dass Oberfohren von der Vorbereitung der Brandstiftung im Reichstag etwas wusste, hält er dagegen für ausgeschlossen. Der Generalredaktor der Neuen Deutschen Biographie Franz Menges dagegen hält es für möglich, dass die Veröffentlichung im Manchester Guardian Oberfohren zugeschrieben wurde und zu seiner Ermordung führte. Ganz anders rückt der Kulturhistoriker Jonathan Miles den Komintern-Funktionär Louis Gibarti in den Blickpunkt, der aus seiner Sicht zusammen mit Otto Katz für den Abdruck des Schriftstücks im Manchester Guardian gesorgt hat und auch der Verfasser gewesen sein könnte.

### Szenarische Überlieferung
Oberfohren wird ausführlich im Drama „Der Teufelskreis“ von Hedda Zinner dargestellt, erschienen 1953. Das Stück stammt aus dem Jahr 1953 und wurde französisch, tschechisch, japanisch und chinesisch übersetzt. Im gleichen Jahr fand auch die Premiere als Theaterstück in Leipzig am Schauspielhaus statt. Ebenso inszenierte das Berliner Theater am Schiffbauerdamm das Schauspiel in fünf Akten. Das Buch erschien 1954 beim Henschelverlag in Berlin und einer zweiten Auflage spätestens 1961. Es behandelt den Reichstagsbrand und den Schauprozess und wurde dann 1956 als Der Teufelskreis von der DEFA verfilmt, die Regie hatte Carl Balhaus. Eine Neuaufnahme beim DFF fand 1982 unter der Co-Regie von Horst Drinda und Klaus Grabowsky statt.

## Schriften
- Jean Bodin und seine Schule. Untersuchungen über die Frühzeit der Universalökonomik, Kiel 1914. (Dissertation)
- Die Idee der Universalökonomie in der französischen wirtschaftswissenschaftlichen Literatur, Jena 1915.
- Französische Bestrebungen zur verdrängung des deutschen Handels, Jena 1916.
- Die Lebensmittelversorgung der Stadt Kiel in den drei ersten Kriegsjahren, Kiel 1918.
- Deutschnationale Steuerpolitik  1924.
- Wir und die Steuervorlagen, 1925.
- Deutschnationale Steuerpolitik und Mittelstand, 1926.
- Wirtschafts- und Steuernöte des selbständigen Mittelstandes, 1927.
- Reichshaushalt und Finanzausgleich, 1928.
- Auf zur Opposition!, 1928.
- Reichshaushalt 1929.
- Zum Freiheitsgesetz!, s. a. [1930].
- Kampfprogramm der Deutschnationalen Volkspartei, 1930. (Rede)
- Kriegserklärung an das System Brünning!, Berlin 1931.